# San Martino di Castrozza
San Martino di Castrozza é uma destacada localidade turística italiana, situada no vale alto do Primiero, no Trentino oriental. San Martino faz parte dos municípios de Siror e Tonadico.

## História
San Martino deve a sua origem a uma instituição religiosa muito antiga, o antigo hospício de São Martim e Juliano que acolhia aos peregrinos ou caminhantes que atravessavam o Passo Rolle, desde Primiero a Vale de Fiemme e vice-versa. Daquela estrutura só resta a igreja de São Martinho, com um campanário românico.
O nascimento de San Martino de Castrozza como lugar turístico começou em 1873, com a construção do primeiro hotel alpino que substituiu ao hospício, depois de uma proposta do alpinista irlandês John Ball.
No primeiro decénio do século XX San Martino já era uma localidade turística conhecida e visitada pela alta sociedade do Império austrohungaro. O desenvolvimento do lugar depois das devastações da Primeira Guerra Mundial foi rápido seja na reconstrução de estruturas hoteleiras seja também em instalações desportivas.

## San Martino di Castrozzana literatura
O escritor Austríaco Arthur Schnitzler situou nesta localidade a sua celebre novela monologo A senhorita Elsa (Fräulein Else). Ainda que a novela foi escrita em 1924, está ambientada na Belle Époque na alta sociedade austrohungara da qual San Martino di Castrozza era um dos centros estivais.